# La Sierra, Yucatán
La Sierra är en ort i Mexiko.   Den ligger i kommunen Tizimín och delstaten Yucatán, i den östra delen av landet, 1 200 km öster om huvudstaden Mexico City. La Sierra ligger 12 meter över havet och antalet invånare är 393.
Terrängen runt La Sierra är mycket platt. Runt La Sierra är det glesbefolkat, med 16 invånare per kvadratkilometer. Närmaste större samhälle är Santa María, 17,6 km norr om La Sierra. Trakten runt La Sierra består till största delen av jordbruksmark.